# Die Rollschuhbahn
Die Rollschuhbahn ist der deutsche Titel des US-amerikanischen Two-Reelers The Rink, den Charlie Chaplin 1916 für die Mutual Co. nach eigenem Drehbuch (zusammen mit Vincent Bryan und Maverick Terrell) realisierte. Der Film wurde bekannt für die Rollschuhartistik, zu der Charles Chaplin imstande war. Die Rollschuhbahn war sein achter Film in der Mutual-Reihe. Er kam am 4. Dezember 1916 in die US-amerikanischen Kinos. Nach Daniel Kothenschulte war Die Rollschuhbahn der erste Chaplin-Film, der nach dem Ersten Weltkrieg in Deutschland gezeigt wurde.

## Handlung
Charlie arbeitet als Kellner in einem Restaurant. Nachdem er sich auf Arbeit amüsiert hat, indem er das Lokal gehörig durcheinanderbrachte, geht er in der Mittagspause rollschuhlaufen.
Dazu wechselt er die Garderobe und zieht statt des Kellnerfracks wieder sein altes Tramp-Gewand an. Als er sich die Weste zuknöpfen will, stimmt die Reihenfolge der Knöpfe nicht mehr zu den Knopflöchern. Bis er aber aus dem Lokal geht und auf die Straße tritt, passen sie wieder zusammen.
Auf der Rollschuhbahn zeigt Charlie, was er kann. Herr Kräftig macht sich an ein Mädchen heran, das sich aber abweisend verhält. Dessen Vater und seine Gattin waren wie er schon vorher in dem Restaurant zu Gast gewesen, wo Charlie kellnert. Nach einem Ballett auf Rollschuhen, bei welchem Charlie als „Sir Cecil Seltzer“ den lästigen Verehrer trotz dessen körperlicher Überlegenheit durch Geschick und Eleganz austrickst, wird er zu einer Gesellschaft bei den Eltern des Mädchens geladen. Charlie wirbelt auch diese Party gehörig durcheinander.

## Hintergrund
Der Film entstand im Lone Star Studio, 1751 Glendale Boulevard, Hollywood, Los Angeles, California, USA. Die Kameraarbeit lag in den Händen von Roland Totheroh, dem George C. Zalibra assistierte. Die Ausstattung besorgten der Requisiteur George Cleethorpe und der Szenarist E.T. Mazy. Die technische Leitung hatte Ed Brewer.
Die Rollschuhbahn wurde in Amerika durch die Mutual Co. vertrieben. Er wurde europaweit in Frankreich, Italien, Spanien und Portugal, in Polen und Ungarn, in Dänemark, Schweden und Finnland aufgeführt. In Deutschland, wo er erst nach Ende des Weltkriegs in die Lichtspielhäuser kam, lief der Film zunächst unter Titeln wie Charlie läuft Rollschuh bzw. Charlie als Rollschuhläufer.
Im Jahr 1932 kaufte Amedee van Beuren von den Van Beuren Studios die Mutual-Komödien Chaplins auf. Er unterlegte sie mit Musik von Gene Rodemich und Winston Sharples, fügte Geräuscheffekte hinzu und vertrieb sie als Tonfilme über die RKO Radio Pictures, ohne dass Chaplin rechtlich dagegen vorgehen konnte.

## Kritiken
„Sich auf Rollen fortzubewegen hat eine lange Tradition, wie unser Freund hier im Jahr 1916 beweist: der Film heißt ‚The Rink / Die Rollschuhbahn‘ und man kann sich das Slapstick-Potential vor solch einem Hintergrund auch ohne Kenntnis des Kurzfilms ausmalen. Rollschuhbahnen erfreuten sich in den ersten Jahrzehnten des letzten Jahrhunderts einer sehr großen Beliebtheit, gerade auch in Berlin. Wettkampfangebote auf Rollen gab es in jenen Jahren ebenfalls schon.“

„Chaplin zeigt hier wieder einmal sein Talent als ‚Stuntman‘, wenn er jede Menge haarsträubender Stürze präsentiert. Es sieht immer alles so einfach aus, aber man muss bedenken, dass auch die Leute damals schon Knochen hatten, die sie sich hätten brechen können.“

„Chaplin’s anti-authoritarian films gave life to the phantasies of his audience. In ‚The Count‘ (1916) and ‚The Rink‘ (1916) he delighted in lambasting the affectations of elite ‚society‘ and and their fawning obsession with European aristocracy.“

„An die Stelle des Slapstick tritt ein Element, das bei keinem anderen Komiker so ausgeprägt und vollendet zugleich zu finden ist. Es ist das Element des Tänzerischen […]. Das herrlichste Beispiel dazu findet sich in ‚The Rink‘, in dem Chaplin auf Rollschuhen den unvermeidlichen Kampf mit dem an Körpermassen überlegenen Gegner aufnimmt. Wie er ihm immer wieder entschlüpft, ihm scheinbar schwerelos davongleitet, lehnt sich thematisch zwar noch an die Verfolgungsjagden Sennettscher Prägung an, ist gestalterisch hingegen reines Ballett.“

„Was bei Chaplin besonders zutage tritt, ist […] seine Anbindung an die über Jahrhunderte bewährte Commedia dell’Arte: Er modernisiert unermüdlich die Figur des Harlekins, dessen Zappeln wird in verschiedenste Spielarten menschlicher Verunsicherung transformiert, nicht nur Kinder finden da leicht unmittelbar Zugang. Zum Commedia-Repertoire gehören auch die immer leicht traurige Colombine als Gegenüber und ein Erzählprinzip, das der Commedia- und Chaplin-Traditionsbewahrer Roberto Begnini knapp mit ‚fa piangere, fa ridere‘ umrissen hat – ein Wechselbad aus Rühren und zum-Lachen-Bringen, das kaum Alters- oder Generationsgrenzen kennt.“

## Wiederaufführungen
Die Rollschuhbahn wurde bei den Stummfilmmusiktagen in Erlangen zusammen mit anderen Kurzfilmen Chaplins gezeigt. Begleitet wurden sie durch den Nürnberger Perkussionskünstler Yogo Pausch, der 2003 den Kulturförderpreis der Stadt Nürnberg erhielt.
Die Rollschuhbahn wurde auf dem Stummfilmfest STUMM&LAUT in Wien am Samstag, den 10. September 2011 auf dem Columbusplatz durch die Gruppe „Große Ohren – offene Augen“ mit einer eigens für den Film komponierten elektronischen Livemusik von KOMPOST2 aufgeführt.
Der Kulturkanal Arte sendete Die Rollschuhbahn am 30. Dezember 2013 im deutschen Fernsehen. Die Musikbegleitung kam von Antonio Coppola.
Mehrere Verlage haben Die Rollschuhbahn inzwischen auf DVD in den Handel gebracht.